# Dżubbajn
Dżubbajn (arab. جبين) – miejscowość w Syrii, w muhafazie Hama. W 2004 roku liczyła 3488 mieszkańców.